# The Crüxshadows
The Crüxshadows é uma banda norte-americana de dark wave, embora muitos fãs a classifiquem como sendo um banda que segue o estilo electrogótico, um mix de música eletrônica razoavelmente dançante, porém com letras e sons góticos.

## História
A banda começou sua carreira no início dos anos 90, numa pequena cidade ao Norte da Flórida. Em pouco tempo , cruzou os Estados Unidos incontáveis vezes realizando centenas de eletrizantes shows.
Expandiu sua música para a Europa em 2001 , com o início de uma tournée que contava com mais ou menos duzentos shows em vários países , como a Inglaterra , Irlanda , Noruega , Escócia , Suécia , França , Holanda , Portugal  só para citar alguns.
Os alemães gostaram tanto da performance da banda que um programa local deu à Cruxsahdows o título de "Melhor banda ao vivo da Europa atual".
O grupo faria seu primeiro show na América do Sul no evento "The MaoZoleuM Party" , realizado no Brasil , onde tocaram várias bandas nacionais do estilo gótico: Sunseth Midnight (SP), Elegia (SJC), Banda Invisível(DF) e Platique Noir(CE), mas infelizmente tiveram problemas com visto de entrada no país e problemas com a documentação.

## Discografia
Até o momento , a banda já lançou , além de 1 DVD e de 4 EPS , diversos álbuns , sendo eles:
1993 - … Nigth Crawls In
1997 - Telemetry Of A Fallen Angel
1999 - Mystery Of The Whisper
2000 - Paradox Addendum
2001 - Echoes And Artifacts
2002 - Wishfire
2003 - Frozen Embers
2003 - Ethernaut
2004 - Fortress In Flames
2006 - Sophia
2007 - Dreamcypher
2008 - Immortal
2009 - Quicksilver
2011 - Ethernaut (remastered)e Wishfire (remastered)

## Membros e ex-membros
- Rogue (vocal, violino, songwriting, programação, letras)
- Chris Brantley (teclado)
- Rachel McDonnell (violino e teclado)
- George Bikos (guitar - q. tocou apenas em alguns shows no lugar de Stacey)
- Stacey Campbell (ex-guitar)
- Sean Flanagan (ex-guitar)
- Tim curry (ex-guitar)
- Kevin Page (ex-guitar)
- Trevor Brown (ex-tecladista)
- Jéssica (dancarina e vocal de apoio)
- Sarah (dançarina  e vocal de apoio)